# شتاندارته إس إس الحادية عشرة
ستاندارت إس إس الحادية عشرة عبارة عن تشكيل فيلق كبير تابع لألجيماينه إس إس ووحدة ألجيماينه إس إس الرئيسية في النمسا. تم تأسيس ستاندارت لأول مرة في عام 1932، وكان مقرها الرئيسي في فيينا، وخلال سنوات وجودها الأولى ، كانت بمثابة قاعدة لأعضاء قوات الأمن الخاصة النمساوية الذين يحاولون التأثير على السياسة النمساوية نحو آنشلوس مع ألمانيا.
بحلول عام 1936، أُعلن أن قوات الأمن الخاصة غير شرعية في النمسا، وعملت قوات الأمن الخاصة الحادي عشر سرا، على الرغم من أنها لا تزال تشارك في العديد من الإجراءات السرية ضد حكومة النمسا. عندما استوعبت ألمانيا النازية النمسا في عام 1938، خرجت ستاندارت «في العراء» وأصبحت أكبر قيادة فوج من قوات الأمن الخاصة في النمسا، تحت سلطة SS-Oberabschnitt Donau .
خلال هذه الفترة في ثلاثينيات القرن العشرين ، كان أحد الأعضاء البارزين فيها آمون غوث الذي انضم لاحقًا إلى خدمة معسكر الاعتقال الألماني وتم تجسيد شخصيته في فيلم قائمة شندلر.
عندما بدأت الحرب العالمية الثانية، تم نقل معظم أعضاء التشكيل إلى فافن-إس إس. بقيت مجموعة صغيرة من أفراد ألجيماينه إس إس في النمسا، لكن مع تقدم الحرب، كانت هناك وظائف رسمية أقل تؤديها فرقة ستاندارت إس إس الحادية عشرة.

## القادة
- إس إس- شتورمانفهرر والتر تورزا (11 يونيو 1931 - 12 نوفمبر 1931)
- إس إس-شتورمانفهرر انطون زيغلر (12 نوفمبر 1931 - 9 سبتمبر 1932)
- إس إس-شتورمانفهرر جوزيف فيتزوم (9 سبتمبر 1932 - 30 مارس 1933)
- إس إس-شتورمانفهرر Anton Ziegler (30 مارس 1933 - 1 أغسطس 1933)
- إس إس-شتورمانفهرر Hubert Köblinger (1 أغسطس 1933 - 23 أغسطس 1933)
- إس إس-شتورمانفهرر Georg Hof (23 مارس 1933 - 1 أغسطس 1934)
- إس إس-شتورمانفهرر Hans Musil (1 أغسطس 1934 - 7 فبراير 1935)
- إس إس-Sturmbannführer Karl Urban (7 فبراير 1935 - 17 مارس 1937)
- إس إس-شتورمانفهرر Max Plobner (17 مارس 1937 - 8 يوليو 1938)
- إس إس-شتورمانفهرر Leopold Koberl (8 يوليو 1938 - 1 أكتوبر 1938)
- إس إس-شتورمانفهرر هيلموث بريمان (1 أكتوبر 1938 - 9 يناير 1944)
- إس إس-شتورمانفهرر والتر تورزا (9 يناير 1944 - 8 مايو 1945)